# Unità Yahalom
L'Unità Ingegneristica per le Operazioni Speciali (in ebraico: יחידה הנדסית למשימות מיוחדות Yechidá haNedasít leMesimót Meyuchadót), nota come Unità Yahalom (סיירת יהל״ם Sayéret Yahalóm), è un corpo d'élite del genio militare israeliano. Il nome Yahalom, che in Ebraico significa diamante, è anche un acronimo del nome dell'unità per esteso. Tra i compiti principali della Yahalom rientrano:
- operazioni antiterroristiche
- demolizione di edifici e utilizzo di esplosivi
- bonifica di territori minati e disinnesco di ordigni bellici
- sabotaggio di fortificazioni nemiche
- ricerca di strutture sotterranee ed eventuale loro demolizione
- addestramento di altre unità del genio e di tutto il personale della Tsahal.